# Plaques de matrícula de Dakota del Sud

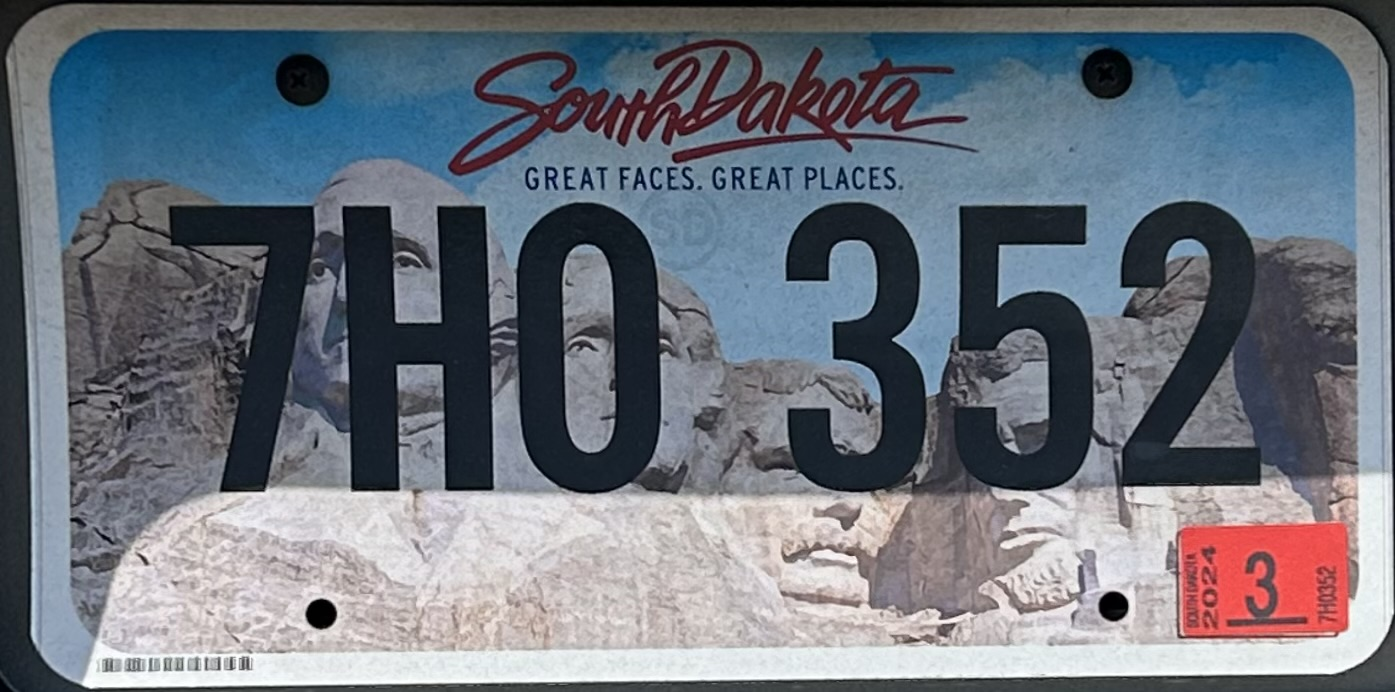
Model de matrícula de Dakota del Sud vigent des del gener del 2024.

Les plaques de matrícula de Dakota del Sud es componen, des del gener de 2023, d'un sistema de combinació alfanumèric format per d'una a tres lletres i d'una a quatre xifres agrupades en dos grups de tres caràcters separats per un espai. Les dues primeres xifres  d'aquesta combinació corresponen al codi (1 a 67) del comtat d'emissió (ex. 1A1 234 o 44A BC1). Els caràcters són de color negre sobre un fons reflectant amb una imatge gràfica del Mont Rushmore a tot color. El nom de l'estat en anglès, "South Dakota", apareix centrat a la part superior en lletra manuscrita vermella i l'eslogan "GREAT FACES. GREAT PLACES." (grans cares. Grans llocs en català) sota seu.
Des del 2024 les plaques són emeses pel Departament d'Hisenda (Department of Revenue) de Dakota del Sud a través de la seva divisió de vehicles de motor. Les plaques davanteres i posteriors són necessàries per a la majoria de tipus de vehicles, mentre que només es requereixen plaques posteriors per a les motocicletes i els remolcs.

## Sistema de codificació

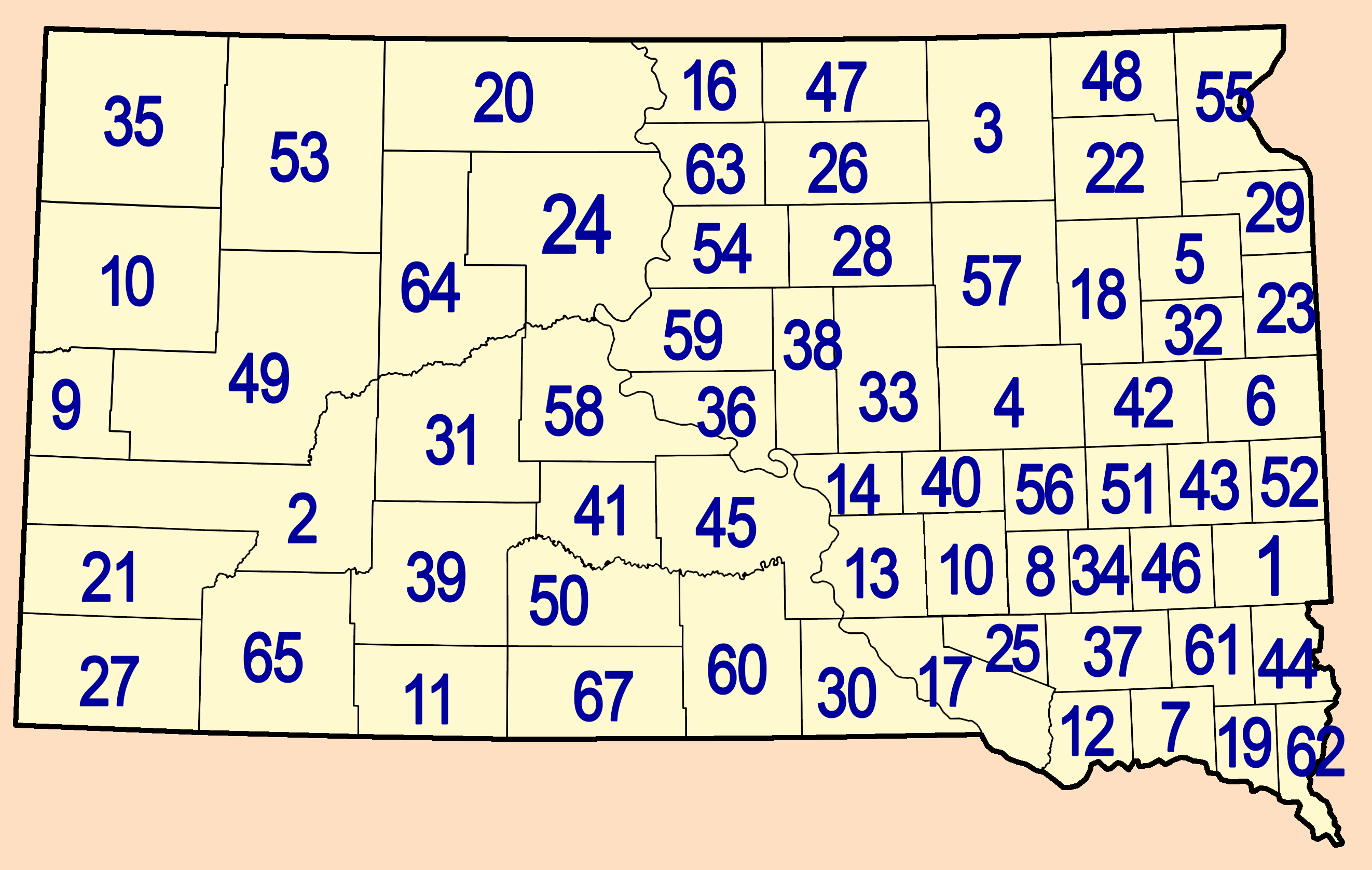
Codis de matrícula dels comtats de Dakota del Sud.

Dakota del Sud ja va establir el 1925 un seguit de codis identificatius del comtat d'emissió de la placa de matrícula. Aquests codis, però, han anat canviat al llarg dels anys, sent tant numèrics (períodes 1925-1955, 1956-1975 i 1987-avui dia) o alfabètics (període 1976-1980).
| Comtat                                   | 1925 – 1955 | 1956 – 1975 | 1976 – 1980                    | 1987 – avui dia |
| ---------------------------------------- | ----------- | ----------- | ------------------------------ | --------------- |
| Minnehaha                                | 1           | 1           | MA, ME, MH, MN, MO, MX, MZ     | 1               |
| Pennington                               | 51          | 2           | PA, PB, PE, PG, PN, PX, PY, PZ | 2               |
| Brown                                    | 7           | 3           | BN, BR, BW                     | 3               |
| Beadle                                   | 3           | 4           | BD, BE                         | 4               |
| Codington                                | 15          | 5           | CD, CT                         | 5               |
| Brookings                                | 6           | 6           | BG, BK                         | 6               |
| Yankton                                  | 63          | 7           | YA, YN                         | 7               |
| Davison                                  | 18          | 8           | DN, DV                         | 8               |
| Lawrence                                 | 41          | 9           | LA, LW                         | 9               |
| Aurora                                   | 2           | 10          | AU                             | 10              |
| Bennett                                  | 4           | 11          | BT                             | 11              |
| Bon Homme                                | 5           | 12          | BH                             | 12              |
| Brule                                    | 8           | 13          | BL                             | 13              |
| Buffalo                                  | 9           | 14          | BF                             | 14              |
| Butte                                    | 10          | 15          | BU                             | 15              |
| Campbell                                 | 11          | 16          | CA                             | 16              |
| Charles Mix                              | 12          | 17          | CM                             | 17              |
| Clark                                    | 13          | 18          | CK                             | 18              |
| Clay                                     | 14          | 19          | CL                             | 19              |
| Corson                                   | 16          | 20          | CN                             | 20              |
| Custer                                   | 17          | 21          | CU                             | 21              |
| Day                                      | 19          | 22          | DA                             | 22              |
| Deuel                                    | 20          | 23          | DU                             | 23              |
| Dewey                                    | 21          | 24          | DW                             | 24              |
| Douglas                                  | 22          | 25          | DG                             | 25              |
| Edmunds                                  | 23          | 26          | ED                             | 26              |
| Fall River                               | 24          | 27          | FR                             | 27              |
| Faulk                                    | 25          | 28          | FA                             | 28              |
| Grant                                    | 26          | 29          | GT                             | 29              |
| Gregory                                  | 27          | 30          | GY                             | 30              |
| Haakon                                   | 28          | 31          | HK                             | 31              |
| Hamlin                                   | 29          | 32          | HN                             | 32              |
| Hand                                     | 30          | 33          | HD                             | 33              |
| Hanson                                   | 31          | 34          | HS                             | 34              |
| Harding                                  | 32          | 35          | HR                             | 35              |
| Hughes                                   | 33          | 36          | HU                             | 36              |
| Hutchinson                               | 34          | 37          | HT                             | 37              |
| Hyde                                     | 35          | 38          | HY                             | 38              |
| Jackson                                  | 36          | 39          | JA                             | 39              |
| Jerauld                                  | 37          | 40          | JE                             | 40              |
| Jones                                    | 38          | 41          | JN                             | 41              |
| Kingsbury                                | 39          | 42          | KG                             | 42              |
| Lake                                     | 40          | 43          | LK                             | 43              |
| Lincoln                                  | 42          | 44          | LN                             | 44              |
| Lyman                                    | 43          | 45          | LY                             | 45              |
| McCook                                   | 44          | 46          | MC                             | 46              |
| McPherson                                | 45          | 47          | MP                             | 47              |
| Marshall                                 | 46          | 48          | ML                             | 48              |
| Meade                                    | 47          | 49          | MD                             | 49              |
| Mellette                                 | 48          | 50          | MT                             | 50              |
| Miner                                    | 49          | 51          | MR                             | 51              |
| Moody                                    | 50          | 52          | MY                             | 52              |
| Perkins                                  | 52          | 53          | PK                             | 53              |
| Potter                                   | 53          | 54          | PT                             | 54              |
| Roberts                                  | 54          | 55          | RB                             | 55              |
| Sanborn                                  | 55          | 56          | SA                             | 56              |
| Spink                                    | 56          | 57          | SP                             | 57              |
| Stanley                                  | 57          | 58          | ST                             | 58              |
| Sully                                    | 58          | 59          | SU                             | 59              |
| Tripp                                    | 59          | 60          | TR                             | 60              |
| Turner                                   | 60          | 61          | TU                             | 61              |
| Union                                    | 61          | 62          | UN                             | 62              |
| Walworth                                 | 62          | 63          | WL                             | 63              |
| Ziebach                                  | 64          | 64          | ZB                             | 64              |
| Oglala Lakota (Shannon fins a maig 2015) | –           | 65          | SN                             | 65              |
| Washabaugh                               | –           | 66          | WB                             | 66              |
| Todd                                     | –           | 67          | TD                             | 67              |

## Història
L'estat de Dakota del Sud va exigir per primera vegada a través d'una llei del 1905 als seus residents que registressin els vehicles de motor. Els propietaris havien de proporcionar les seves pròpies matrícules per muntar-les als vehicles fins al 1913, data en què l'estat va començar a emetre les plaques.

### Models de 1905 fins 1951
| Imatge | Data d'expedició | Disseny | Lema                                | Combinació utilitzada                     | Notes |
| ------ | ---------------- | --- | ----------------------------------- | ----------------------------------------- | --- |
|        | 1905-12          | Xifres de metall sobre placa de cuir negre. Les inicials "SD", també de metall, a la dreta en diagonal.         | Sense lema                          | 12345                                     | |
|        | 1913             | Caràcters en relleu de color negre sobre fons negre. "SD" en vertical a la dreta.                               | Sense lema                          | 12345                                     | La mida de les plaques és de 6" x 15". |
|        | 1914             | Caràcters en relleu de color blanc sobre fons vermell. "SD" en vertical a la dreta.                             | Sense lema                          | 12345                                     | |
|        | 1915             | Caràcters en relleu de color groc sobre fons negre. "SD" en vertical a la dreta.                                | Sense lema                          | 12345                                     | |
|        | 1916             | Caràcters en relleu de color verd clar sobre fons negre. "S.D." i "1916" a la dreta.                            | Sense lema                          | 12345                                     | Primera placa que porta l'any d'emissió. |
|        | 1917             | Caràcters en relleu de color beix sobre fons marró. "SD" en vertical a l'esquerra i "1917" a la dreta.          | Sense lema                          | 12345                                     | |
|        | 1918             | Caràcters en relleu de color marró sobre fons beix. "SD" en vertical a l'esquerra i "1918" a la dreta.          | Sense lema                          | 12345                                     | |
|        | 1919             | Caràcters en relleu de color platejat sobre fons verd oliva. "SD" en vertical a l'esquerra i "1919" a la dreta. | Sense lema                          | 123456                                    | |
|        | 1920             | Caràcters en relleu de color marró sobre fons crema. "SD" en vertical a l'esquerra i "20" a la dreta.           | Sense lema                          | 123456                                    | Canvi de mides a 5" x 15". |
|        | 1921             | Caràcters en relleu de color blanc sobre fons verd. "SD" en vertical a l'esquerra i "21" a la dreta.            | Sense lema                          | 123456                                    | |
|        | 1922             | Caràcters en relleu de color blanc sobre fons blau marí. "SD" en vertical a l'esquerra i "22" a la dreta.       | Sense lema                          | 123456                                    | |
|        | 1923             | Caràcters en relleu de color negre sobre fons blanc. "SD" en vertical a l'esquerra i "23" a la dreta.           | Sense lema                          | 123-456                                   | |
|        | 1924             | Caràcters en relleu de color platejat sobre fons negre. "SD" en vertical a l'esquerra i "24" a la dreta.        | Sense lema                          | 123-456                                   | Les combinacions inferiors de 20-000 reservades per a motocicletes i camions.                                                                       |
|        | 1925             | Caràcters en relleu de color negre sobre fons marró clar. "25" en vertical a l'esquerra i "SD" a la dreta.      | Sense lema                          | 1-1234 12-1234                            | Primera placa amb el codi del comtat d'emissió. |
|        | 1926             | Caràcters en relleu de color negre sobre fons platejat. "SD" en vertical a l'esquerra i "26" a la dreta.        | Sense lema                          | 1-1234 12-1234                            | |
|        | 1927             | Caràcters en relleu de color negre sobre fons turquesa. "27" en vertical a l'esquerra i "SD" a la dreta.        | Sense lema                          | 1-1234 12-1234                            | |
|        | 1928             | Caràcters en relleu de color blanc sobre fons vermell. "SD" en vertical a l'esquerra i "28" a la dreta.         | Sense lema                          | 1-1234 12-1234                            | |
|        | 1929             | Caràcters en relleu de color blanc sobre fons verd. "29" en vertical a l'esquerra i "SD" a la dreta.            | Sense lema                          | 1-1234 12-1234                            | |
|        | 1930             | Caràcters en relleu de color negre sobre fons groc. "SD" en vertical a l'esquerra i "30" a la dreta.            | Sense lema                          | 1-1234 12-1234                            | |
|        | 1931             | Caràcters en relleu de color verd clar sobre fons negre. "31" en vertical a l'esquerra i "SD" a la dreta.       | Sense lema                          | 1-1234 12-1234                            | |
|        | 1932             | Caràcters en relleu de color groc sobre fons negre. "SD" en vertical a l'esquerra i "32" a la dreta.            | 1-1234 12-1234                      |                                           | |
|        | 1933             | Caràcters en relleu de color negre sobre fons groc. "S. DAK. 1933" centrat a baix.                              | Sense lema                          | 1-1234 12-1234                            | Canvi de mides a 5 1/2" x 12". |
|        | 1934             | Caràcters en relleu de color groc sobre fons negre. "S. DAK. 1934" centrat a baix.                              | Sense lema                          | 1-1234 12-1234                            | |
|        | 1935             | Caràcters en relleu de color negre sobre fons groc. "S. DAK. 1935" centrat a dalt.                              | Sense lema                          | 1-1234 12-1234                            | |
|        | 1936             | Caràcters en relleu de color blanc sobre fons vermell. "S. DAK. 1936" centrat a dalt.                           | Sense lema                          | 1-1234 12-1234                            | |
|        | 1937             | Caràcters en relleu de color vermell sobre fons blanc. "S. DAK. 1937" centrat a baix.                           | Sense lema                          | 1-1234 12-1234                            | |
|        | 1938             | Caràcters en relleu de color blanc sobre fons blau. "S. DAK. 1938" centrat a baix.                              | Sense lema                          | 1-1234 12-1234                            | |
|        | 1939             | Caràcters en relleu de color blau sobre fons blanc. "SD" a baix a l'esquerra i "39" a la dreta.                 | "RUSHMORE MEMORIAL" centrat a baix. | 1-1234 12-1234                            | Canvi de mides a 5 1/2" x 13". |
|        | 1940             | Caràcters en relleu de color negre sobre fons groc. "SOUTH DAKOTA 1940" centrat a dalt.                         | Sense lema                          | 1-1234 12-1234                            | Primera placa amb el nom complet de l'estat. Canvi de mides a 5 1/2" x 12".                                                                         |
|        | 1941             | Caràcters en relleu de color groc sobre fons blau marí. "SOUTH DAKOTA 1941" centrat a baix.                     | Sense lema                          | 1-1234 12-1234                            | |
|        | 1942-44          | Caràcters en relleu de color negre sobre fons groc. "SOUTH DAKOTA 1942" centrat a dalt.                         | Sense lema                          | 1-1234 12-1234                            | Revalidada per al 1943 amb pestanyes negres, i pel 1944 amb adhesius al parabrisa, degut a la preservació de metall per a la Segona Guerra Mundial. |
|        | 1945             | Caràcters en relleu de color verd sobre fons blanc. "SOUTH DAKOTA 1945" centrat a baix.                         | Sense lema                          | 1-1234 12-1234                            | |
|        | 1946             | Caràcters en relleu de color blanc sobre fons negre. "SOUTH DAKOTA 1946" centrat a dalt.                        | Sense lema                          | 1-1234 12-1234                            | |
|        | 1947             | Caràcters en relleu de color negre sobre fons d'alumini sense pintar. "1947 SOUTH DAKOTA" centrat a dalt.       | Sense lema                          | 1-1234 12-1234                            | |
|        | 1948             | Caràcters en relleu de color vermell sobre fons d'alumini sense pintar. "SOUTH DAKOTA 1948" centrat a dalt.     | Sense lema                          | 1-1234 12-1234                            | |
|        | 1949             | Caràcters en relleu de color blau sobre fons d'alumini sense pintar. "1949 SOUTH DAKOTA" centrat a dalt.        | Sense lema                          | 1-1234 12-1234                            | |
|        | 1950             | Caràcters en relleu de color negre sobre fons carabassa. "SOUTH DAKOTA '50" centrata dalt.                      | Sense lema                          | 1-1234 1-A123 12-123 12-A12 12-1A2 12-12A | Canvi de mides a 5 1/2" x 10 1/2". |
|        | 1951             | Caràcters en relleu de color carabassa sobre fons negre. "'51 SOUTH DAKOTA" centrat a dalt.                     | Sense lema                          | 1-1234 1-A123 12-123 12-A12 12-1A2 12-12A | |

### Models de 1952 fins 1975
El 1956, el Canadà i els Estats Units d'Amèrica van arribar a un acord amb l'Associació Americana d'Administradors de Vehicles de Motor, l'Associació de Fabricants d'Automòbils i el Consell Nacional de Seguretat en que es concretava una mida única de les plaques de vehicles de passatgers a 150 mm per 300 mm (6 per 12 polzades), amb forats per poder-les muntar espaiats 180 mm (7 polzades), tot i que les dimensions o poden variar lleugerament segons la jurisdicció. Dakota del Sud va adoptar aquest estàndard el mateix any 1956.
| Imatge | Data d'expedició | Disseny | Lema       | Combinació utilitzada                     | Notes |
| ------ | ---------------- | --- | ---------- | ----------------------------------------- | --- |
|        | 1952             | Caràcters en relleu de color granat sobre fons beix. "S.DAK", adhesiu del Mont Rushmore i "1952" a dalt.                                      | Sense lema | 1-1234 1-A123 12-123 12-A12 12-1A2 12-12A | Primera placa amb una imatge del Mont Rushmore. |
|        | 1953             | Caràcters en relleu de color beix sobre fons granat. "1953", adhesiu del Mont Rushmore i "S.DAK" a dalt.                                      | Sense lema | 1-1234 1-A123 12-1234 12-A123             | Canvi de mides a 6 1/2" x 12". |
|        | 1954             | Caràcters en relleu de color negre sobre fons blanc."S.DAK.", adhesiu del Mont Rushmore i "1954" a dalt.                                      | Sense lema | 1-1234 1-A123 12-1234 12-A123             | |
|        | 1955             | Caràcters en relleu de color blanc sobre fons verd. "1955", adhesiu del Mont Rushmore i "S.DAK" a dalt.                                       | Sense lema | 1-1234 1-A123 12-1234 12-A123             | |
|        | 1956             | Caràcters en relleu de color verd sobre fons beix. "S.DAK.", adhesiu del Mont Rushmore i "1956" a dalt.                                       | Sense lema | 1-1234 12-1234                            | Primera placa de mides estàndard de 6x12 polzades (15x30cm) |
|        | 1957-59          | Caràcters en relleu de color negre sobre fons reflectant blanc. "S.DAK.", imatge estampada del Mont Rushmore i "57" a dalt.                   | Sense lema | 1-1234 12-1234                            | Revalidada per al 1958 amb pestanyes granats, i pel 1959 amb pestanyes vermelles. |
|        | 1960             | Caràcters en relleu de color negre sobre fons reflectant beix. "S.DAK.", imatge estampada del Mont Rushmore i "60" a dalt.                    | Sense lema | 1-1234 10-1234                            | |
|        | 1961             | Caràcters en relleu de color verd sobre fons reflectant blanc. "S.DAK.", imatge estampada del Mont Rushmore i "61" a dalt.                    | Sense lema | 1-1234 12-1234                            | |
|        | 1962             | Caràcters en relleu de color negre sobre fons reflectant blanc. "S.DAK.", imatge estampada del Mont Rushmore i "62" a baix.                   | Sense lema | 1-1234 12-1234                            | |
|        | 1963             | Caràcters en relleu de color vermell sobre fons reflectant blanc. "S.DAK.", imatge estampada del Mont Rushmore i "63" a dalt.                 | Sense lema | 1-1234 12-1234                            | |
|        | 1964             | Caràcters en relleu de color blau sobre fons reflectant blanc. "S.DAK.", imatge estampada del Mont Rushmore i "64" a baix.                    | Sense lema | 1-1234 12-1234                            | |
|        | 1965             | Caràcters en relleu de color verd sobre fons reflectant blanc. "S.DAK.", imatge estampada del Mont Rushmore i "65" a dalt.                    | Sense lema | 1-1234 12-1234                            | |
|        | 1966             | Caràcters en relleu de color blau marí sobre fons reflectant blanc. "S.DAK.", imatge estampada del Mont Rushmore i "66" a baix.               | Sense lema | 1-1234 12-1234                            | |
|        | 1967             | Caràcters en relleu de color vermell sobre fons reflectant blanc. "S.DAK.", imatge estampada del Mont Rushmore i "67" a dalt.                 | Sense lema | 1-1234 12-1234                            | |
|        | 1968             | Caràcters en relleu de color blau cel sobre fons reflectant blanc. "S.DAK.", imatge estampada del Mont Rushmore i "68" a baix.                | Sense lema | 1-1234 12-1234                            | |
|        | 1969             | Caràcters en relleu de color carabassa sobre fons reflectant blanc. "S.DAK.", imatge estampada del Mont Rushmore i "69" a dalt.               | Sense lema | 1-1234 12-1234                            | |
|        | 1970             | Caràcters en relleu de color blau marí sobre fons reflectant blanc. "S.DAK.", imatge estampada del Mont Rushmore i "70" a baix.               | Sense lema | 1-1234 12-1234                            | |
|        | 1971             | Caràcters en relleu de color verd sobre fons reflectant blanc. "S.DAK.", imatge estampada del Mont Rushmore i "71" a dalt.                    | Sense lema | 1-1234 12-1234                            | |
|        | 1972             | Caràcters en relleu de color negre sobre fons reflectant blanc. "S.DAK.", imatge estampada del Mont Rushmore i "72" a dalt.                   | Sense lema | 1-1234 12-1234                            | |
|        | 1973             | Caràcters en relleu de color vermell sobre fons reflectant blanc. "S.DAK.", imatge estampada del Mont Rushmore i "73" a dalt.                 | Sense lema | 1-1234 12-1234                            | |
|        | 1974             | Caràcters en relleu de color blau sobre fons reflectant blanc. Imatge gràfica de "South Dakota" i el Mont Rushmore en vermell i negre a baix. | Sense lema | 1-1234 12-1234                            | Primera placa amb imatge gràfica als Estats Units. Premiada el 1974 com a "placa de l'any" a la millor matrícula estàndard nova per l'Associació de Col·leccionistes de Matrícules d'Automòbils (ALPCA). |
|        | 1974             | Caràcters en relleu de color blau sobre fons reflectant blanc. "S.DAK.", imatge estampada del Mont Rushmore i "74" a baix.                    | Sense lema | 1-1234 12-1234                            | Model de placa emesa als comtats que havien esgotat els subministraments del model amb imatge gràfica.                                                                                                   |
|        | 1975             | Caràcters en relleu de color vermell sobre fons reflectant blanc.Imatge gràfica de "South Dakota" i el Mont Rushmore en blau i negre a baix.  | Sense lema | 1-1234 12-1234                            | |

### Models de 1976 fins avui dia
| Imatge | Data d'expedició | Disseny | Lema                                                       | Combinació utilitzada                   | Notes |
| ------ | ---------------- | --- | ---------------------------------------------------------- | --------------------------------------- | --- |
|        | 1976-80          | Caràcters en relleu de color blau sobre fons reflectant blanc. Imatge gràfica del Mont Rushmore en blau i tres franges vermelles, tot a la part superior. "SOUTH DAKOTA" a baix. | Sense lema                                                 | AB:1234                                 | |
|        | 1981-86          | Caràcters en relleu de color vermell sobre fons reflectant blanc. "SOUTH DAKOTA" i imatge del Mont Rushmore en blau a baix, i adhesiu amb el nom del comtat centrat a dalt.      | Sense lema                                                 | ABC:123                                 | Premiada el 1981 com a "placa de l'any" a la millor matrícula estàndard nova per l'Associació de Col·leccionistes de Matrícules d'Automòbils (ALPCA), segon cop que es concedeix aquest premi a una placa de Dakota del Sud. La lletra "Q" no s'utilitza. Totes les combinacions de tres lletres a partir de 1983 eren consonant-vocal-consonant. |
|        | 1987-90          | Caràcters en relleu de color vermell sobre fons reflectant blanc. "South Dakota", "1889-1989" i imatge del Mont Rushmore a baix.                                                 | "Celebrate the Century" (opcional)                         | 1AB 123 12A 123                         | Commemoració del centenari de la creació de l'estat de Dakota del Sud. Es reintrodueixen els codis numèrics de comtat. Les lletres "I", "O" i "Q" no s'utilitzen, aquesta pràctica continua avui dia. |
|        | 1990-95          | Caràcters en relleu de color verd sobre fons reflectant degradat. Imatge gràfica del Mont Rushmore a la dreta a dalt i "South Dakota" a l'esquerra a baix.                       | "GREAT FACES. GREAT PLACES" a baix a la dreta.             | 1A 1234 12 A123 12 AB12                 | |
|        | 1996-99          | Caràcters en relleu de color verd sobre fons reflectant blanc amb imatge gràfica del Mont Rushmore.                                                                              | "GREAT FACES. GREAT PLACES" a baix.                        | 1A12345 12A1234                         | |
|        | 2000-03          | Caràcters en relleu de color blau sobre fons reflectant vermell, blanc i blau. "SOUTH DAKOTA" centrat a dalt i imatge gràfica del Mont Rushmore a baix.                          | Sense lema                                                 | 1AB 123 12A 123 12A B12                 | |
|        | Finals 2003-2005 | Mateic model que l'anterior per amb la combinació impresa. | Sense lema                                                 | 1AB 123 12A 123 12A B12                 | |
|        | 2006-2015        | Caràcters en color blau sobre fons d'imatge gràfica reflectant. "South Dakota" en vermell centrat a dalt.                                                                        | "GREAT FACES. GREAT PLACES" a baix.                        | 1AB 123 1AB C12 12A 123 12A B12 12A BC1 | Premiada el 2006 com a "placa de l'any" a la millor matrícula estàndard nova per l'Associació de Col·leccionistes de Matrícules d'Automòbils (ALPCA), tercer cop que es concedeix aquest premi a una placa de Dakota del Sud. |
|        | 2016-2022        | Caràcters en color blau sobre fons d'imatge gràfica reflectant. "South Dakota" en blau centrat a dalt.                                                                           | "GREAT FACES. GREAT PLACES" a baix.                        | 1A1 234 1AB 123 12A 123 12A B12 12A BC1 | |
|        | 2023-avui dia    | Caràcters en color negre sobre fons d'imatge gràfica reflectant. "South Dakota" en vermell centrat a dalt.                                                                       | "GREAT FACES. GREAT PLACES" a dalt sota el nom de l'estat. | 1A1 234 1AB 123 12A 123 12A B12 12A BC1 | |

## Altres tipus

### Personalitzades
Dakota del Sud permet l'emissió de plaques personalitzades, prèvia aprovació pel South Dakota Department of Revenue de la combinació i que compleixin un seguit de requisits com són:
- Que no pot tenir més de set lletres ni menys d'una (les motocicletes no més de sis lletres),
- Que la placa ha de contenir almenys una lletra o xifra,
- Que la xifra no pots ser un sol 1 o 2,
- Que els caràcters de l'alfabet han d'anar en majúscules,
- Que l'espai compta com a un caràcter per al màxim permès,
- Que els caràcters han d'estar en posició vertical,
- Que no es pot duplicar cap matrícula ja emesa,
- Que no pot incloure símbols especials com ara #, $, &, @, etc.
- Que la combinació de lletres i/o xifres no es pugui malinterpretar o que sigui confusa des del punt de vista de la llegibilitat per a l'aplicació de la llei.
- Que la combinació imiti o pretenguin representar cap organisme governamental o de serveis d'emergència.
- Que no contingui paraules vulgars o tal com es defineixen al diccionari en línia Merriam-Websters com a vulgars, profanes, ofensives o amb una connotació sexual.

### Especials
Dakota del Sud ofereix una varietat de plaques especials, entre les que s'inclouen models que representen a centes universitats,  organitzacions sense ànim de lucre i molt més.
| Imatge | Data d'expedició | Tipus             | Disseny | Lema                                        | Combinació utilitzada      | Notes |
| ------ | ---------------- | ----------------- | --- | ------------------------------------------- | -------------------------- | --- |
|        |                  | Veterà de guerra  | Caràcters en blau sobre fons reflectant degradat de blau a blanc. Escut del cos militar a l'esquerra de la combinació                               | "VETERAN" centrat a baix.                   | 1234A                      | |
|        |                  | Dignity Sculpture | Caràcters en blau sobre fons reflectant d'imatge gràfica de l'escultura Dignity of Earth and Sky.                                                   | "GREAT FACES. GREAT PLACES" centrat a baix. | Y1234                      | |
|        |                  | Bomber            | Caràcters en negre sobre fons reflectant blanc. Dues franges vermelles amb el nom "South Dakota" i logotip del departament de Bombers a l'esquerra. | "FIREFIGHTER" centrat a baix.               | FF 1234                    | |
|        |                  | Bomber retirat    | Caràcters en negre sobre fons reflectant blanc. Dues franges vermelles amb el nom "South Dakota" i logotip del departament de Bombers a l'esquerra. | "Retired Firefighter" centrat a baix.       | RF 1234                    | |
|        |                  | Organizational    | Caràcters en negre sobre fons reflectant d'imatge gràfica. Logotip de l'organització a l'esquerra.                                                  | "GREAT FACES. GREAT PLACES" centrat a baix. | A1234, AB123, ABC12, ABCD1 | |
|        |                  | Tribal            | Caràcters en blau sobre fons reflectant degradat de blau a blanc.                                                                                   | Nom de la tribu centrat a baix.             | A123                       | Disponible per a 9 tribus: Cheyenne River Sioux Tribe, Crow Creek Sioux Tribe, Lower Brule Sioux Tribe, Flandreau Santee Sioux Tribe, Oglala Lakota Sioux Tribe, Rosebud Sioux Tribe, Sisseton-Wahpeton Sioux Tribe, Standing Rock Sioux Tribe i Yankton Sioux Tribe. |
|        |                  | Rear Plate Only   | Caràcters en negre sobre fons reflectant gris. "SOUTH DAKOTA" centrat a dalt.                                                                       | "Rear Plate Only" centrat a baix.           | SI 1234                    | Limitada a 7.500 milles per any. |

### Govern municipal
Els vehicles municipals utilitzen una modificació del model dels vehicles de passatgers amb un fons reflectant degradat de blau a blanc amb una combinació numèrica de quatre caràcters amb les inicials "CTY" al davant (ex. CTY1234).

### Govern del comtat
Els vehicles del comtat utilitzen una modificació del model dels vehicles de passatgers amb un fons reflectant degradat de blau a blanc amb una combinació numèrica de quatre o cinc caràcters amb les inicials "CO" al davant (ex. CO 12345).

### Govern estatal
Els vehicles estatals utilitzen una modificació del model dels vehicles de passatgers amb un fons reflectant degradat de blau a blanc amb una combinació alfanumèrica de dues lletres i tres xifres (ex. AL 123) amb el segell de l'estat a l'esquerra i la bandera a la cantonada inferior dreta.

### Bombers
Els vehicles del departament de Bombers utilitzen una modificació del model dels vehicles de passatgers amb un fons reflectant degradat de blau a blanc amb una combinació numèrica de quatre caràcters amb les inicials "FD" (de "Fire Department") al davant (ex. FD 1234).

### Comercial
Els vehicles comercials utilitzen una placa de fons reflectant blanc amb una franja inferior blava amb la paraula "COMMERCIAL" i una combinació formada per cinc xifres i una lletra (ex. 12345 A).